# Augusta Kaiser

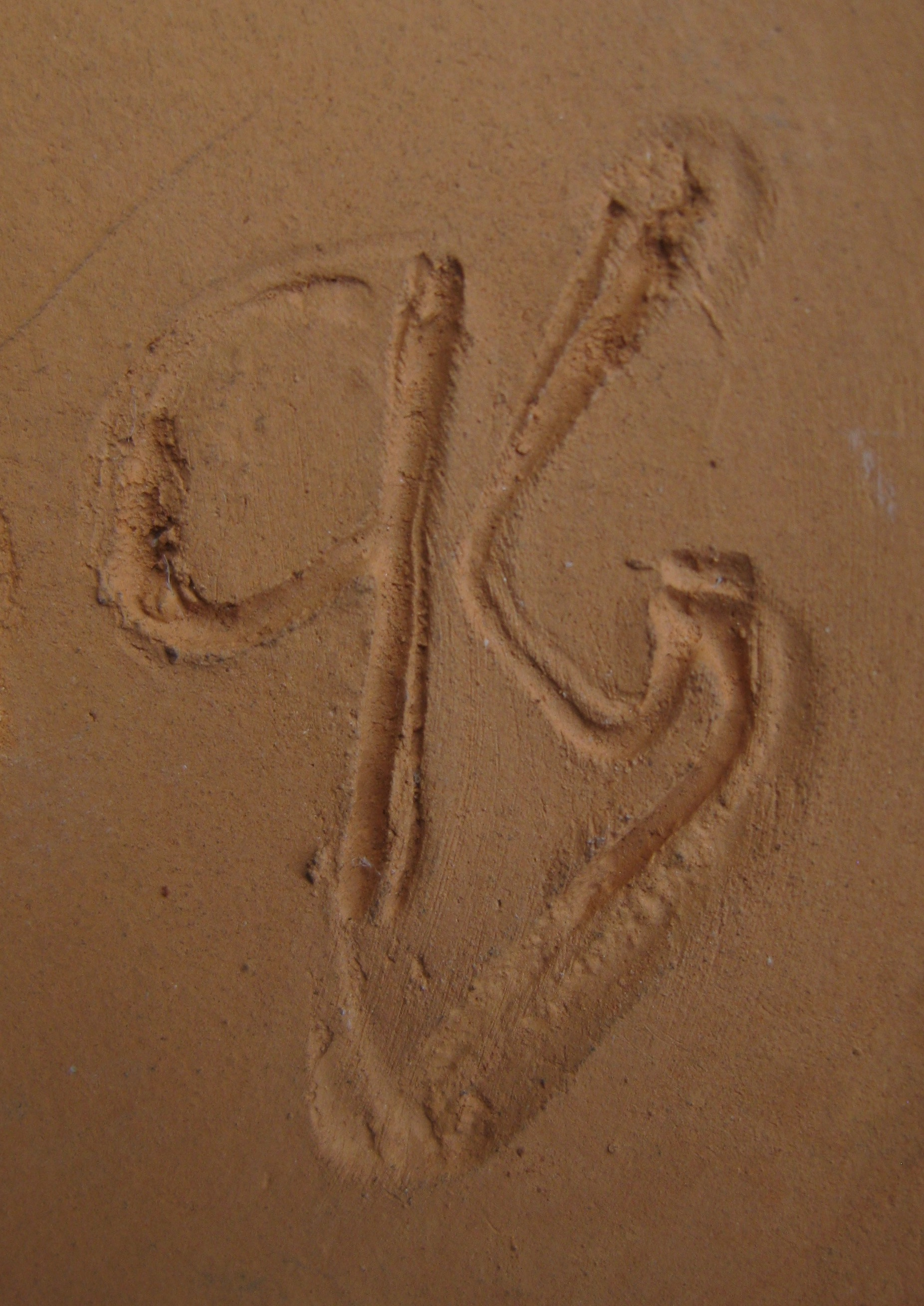
Monograma Augusta Kaiser

Augusta (Gust) Kaiser (Niederbrechen, 16 de enero de 1895-Wiesbaden, 27 de septiembre de 1932) fue una escultora y ceramista moderna alemana que también se llamó a sí misma Gust Kaiser desde 1922. En relación con la cerámica artística de Kiel también se la conoce con el nombre de Gustl Kaiser.

## Vida
Augusta Theodora Priscilla Kaiser era hija de un maestro de escuela primaria, Peter Josef Kaiser y su esposa Augusta Schneider. Desde 1906, su padre trabajó en Wiesbaden, donde Augusta asistió a la escuela, donde finalizó sus estudios en 1915. Luego asistió a la Escuela de Artes Aplicadas de Maguncia, que tenía adjunta una escuela de modelaje. Gracias a su certificado de “Excelente con distinción” y al talento especial que atestiguó la diputación escolar de la ciudad de Wiesbaden, continuó su formación artística en la Academia de Arte de Karlsruhe.  
Hay muchos indicios de que adquirió su considerable experiencia en cerámica como estudiante de maestría en la vecina Manufactura Gran Ducal de Mayólica de Karlsruhe, probablemente en los talleres de maestros instalados allí a partir de 1921, dirigidos por Max Laeuger, Ludwig König y Paul Speck. En 1922 conoció a la pintora Hedwig Marquardt,  que en ese momento trabajaba como pintora de cerámica en la fábrica de cerámica. Ya como su pareja, en abril de 1924 la acompañó a Kiel, a la recién fundada Kieler Kunst-Keramik AG, donde ambas trabajaron como artistas clave hasta el 31 de marzo de 1925, en que dimitieron ya que Marquardt, que nunca encontró fáciles las relaciones personales, se peleó con sus patronos.  
Luego trabajaron como artistas independientes en Biere, cerca de Magdeburgo, en el taller de artes aplicadas que habían fundado, pero tuvieron que abandonarlo en 1927 porque no era rentable. Luego, Kaiser vivió con su pareja en Hannover, donde ésta aceptó un trabajo como profesora de arte. Ella misma ya no emergió como artista. Después de unos años de grave enfermedad, regresó a la casa de sus padres en Wiesbaden, donde murió en 1932.

## Kieler Kunst-Keramik AG

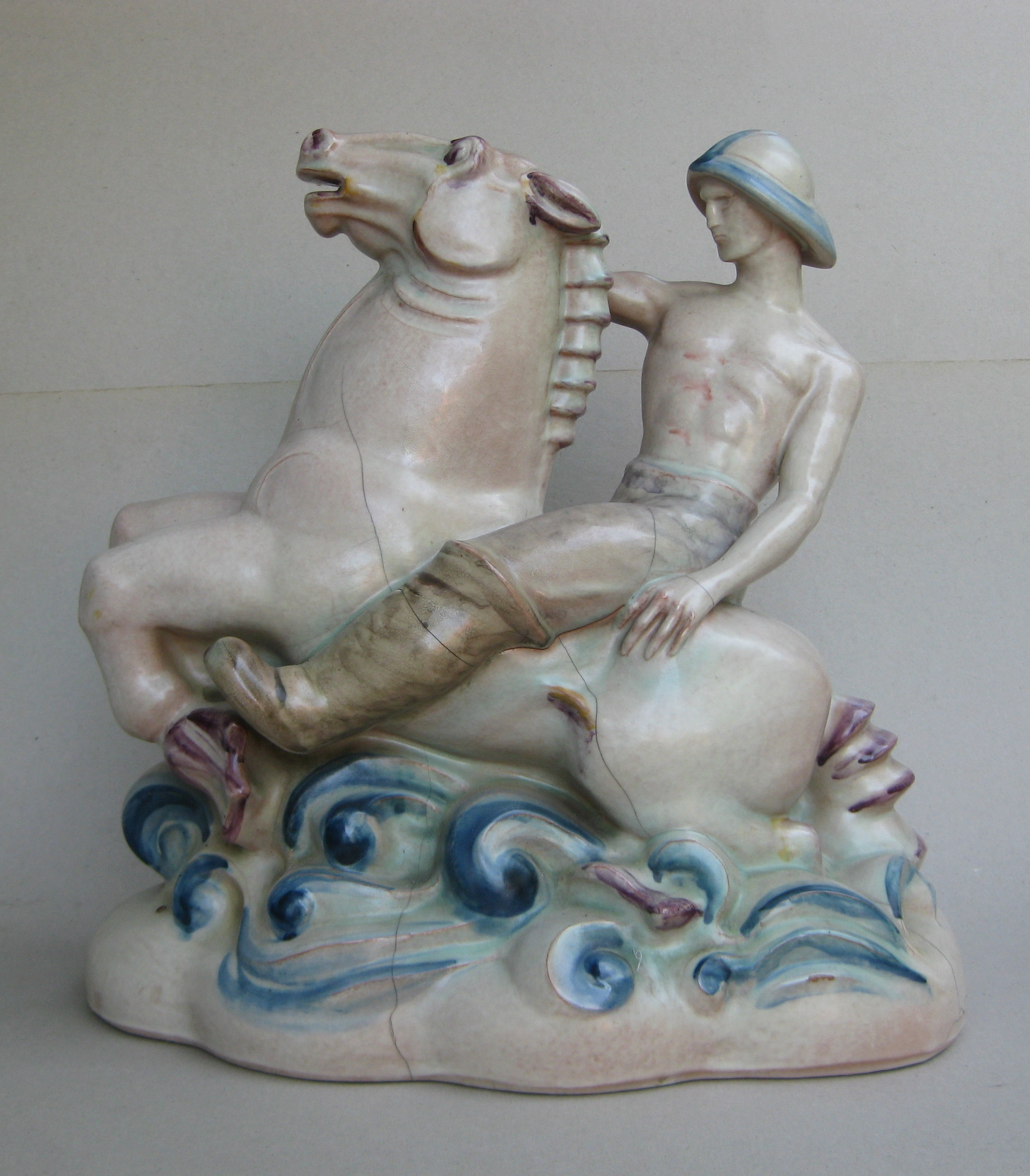
Kieler Kunst-Keramik AG, Meerreiter, 1924, altura 42 cm. Diseño: Augusta Káiser

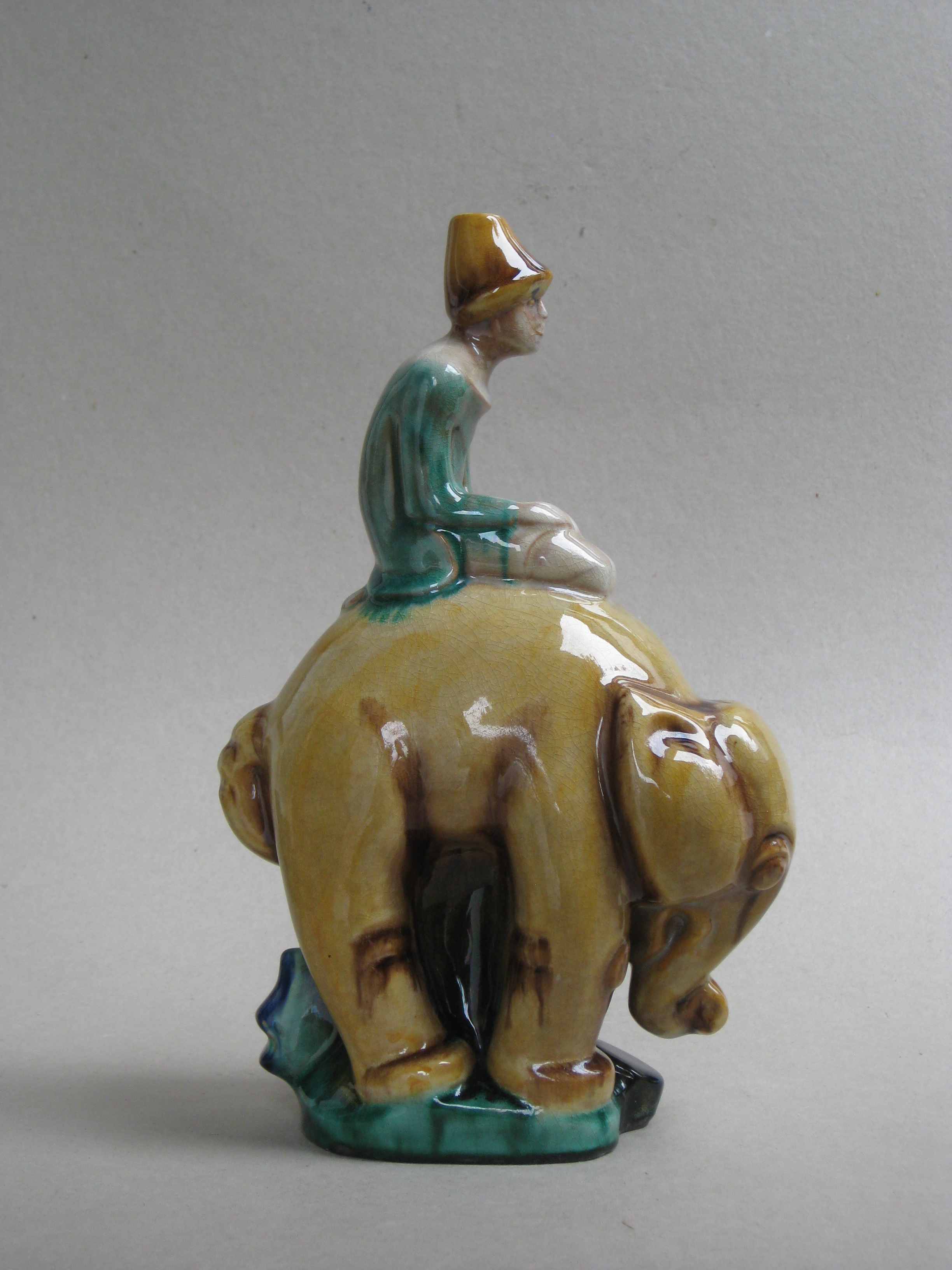
Kieler Kunst-Keramik AG, Jinete de elefante, 1924, altura 27,3 cm, diseño: Augusta Kaiser

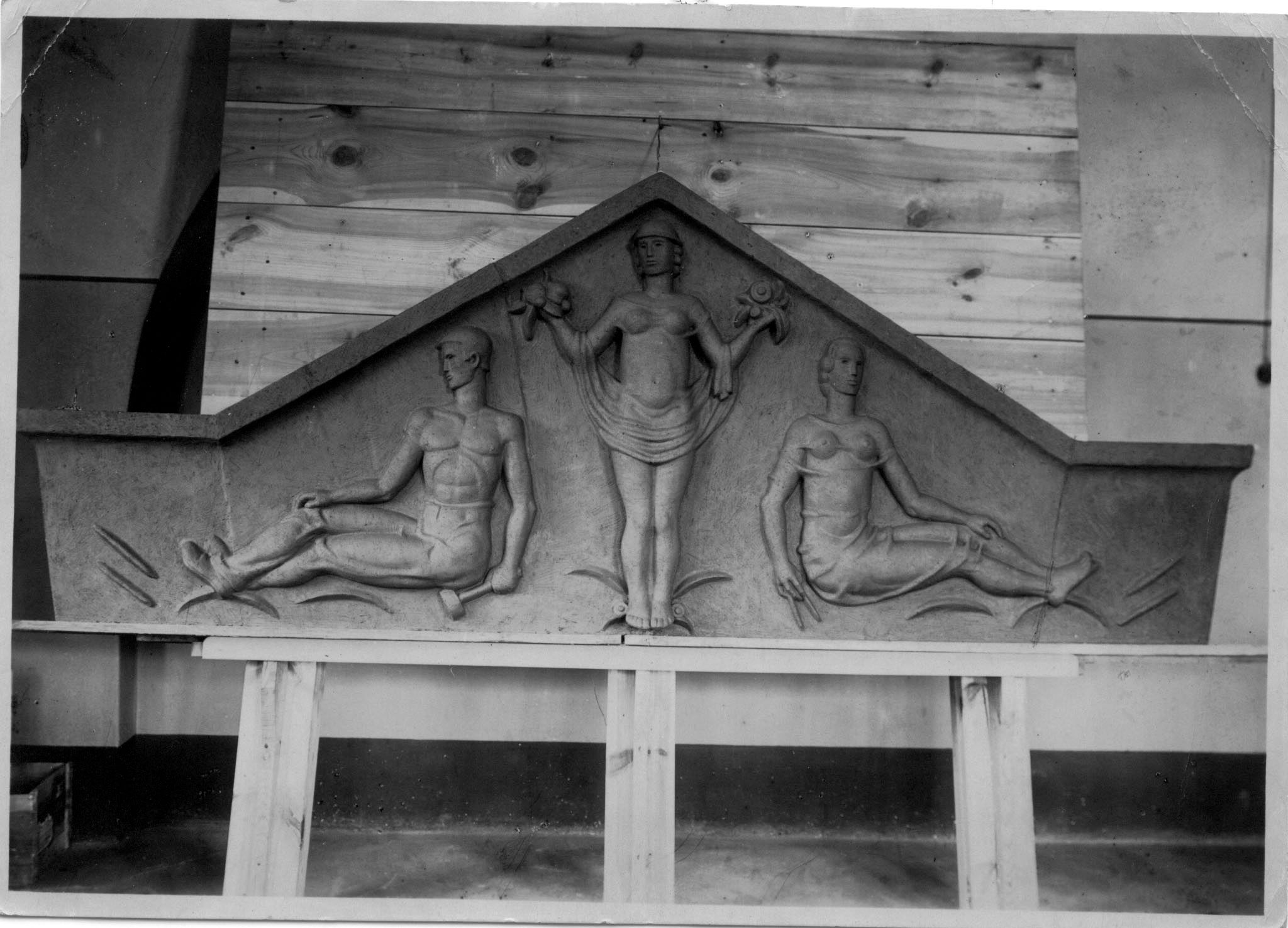
Portal a dos aguas para la residencia juvenil en el parque del astillero Kiel-Gaarden, de Augusta Kaiser, 1924/1925

Al igual que Hedwig Marquardt, Augusta Kaiser fue artista desde los inicios de la Kieler Kunst-Keramik AG (KKK).  Durante el tiempo que formó parte de la manufactura de Kiel, diseñó la mayor parte de la producción de cerámica fina, pequeñas esculturas figurativas y vasijas de cerámica, orientadas hacia el diseño moderno del Art Déco, aunque todavía algo influenciadas por el Art Nouveau. También hizo obras para el departamento de cerámica arquitectónica.
El monograma “GK” (ligado) en las finas piezas de cerámica del KKK, fue diseñado por Augusta Kaiser a finales de agosto de 1924, significa “Gust Kaiser”. Así se hacía llamar en Karlsruhe desde mediados de 1922. En septiembre de 1924, el KKK participó en la Grassimesse de Leipzig con numerosas muestras de cerámica fina, basadas principalmente en diseños de Augusta Kaiser y Hedwig Marquardt.
De la cerámica de construcción de Kaiser cabe destacar el portal de entrada coloreado de la residencia juvenil  en el parque del astillero de Kiel-Gaarden con el elaborado relieve simétrico a dos aguas y la fachada de cerámica de clinker también coloreada de la sala de leche de Hirte en Hamburgo-Altona,   ambos destruidos en la Segunda Guerra Mundial. La crítica contemporánea elogió los diseños escultóricos y pictóricos de Kaiser para el KKK y la destacó como una artista de gran talento.
En 2014, Augusta (Gustl) Kaiser y sus obras para la Manufactura de Kiel se presentaron en la exposición Cerámica degenerada 1919 - 1939 - arte cerámico alemán de los años 30 en exposición en la Biblioteca de la Isla López en el estado estadounidense de Washington, con la inclusión de su pareja Hedwig Marquardt.